# Novi God

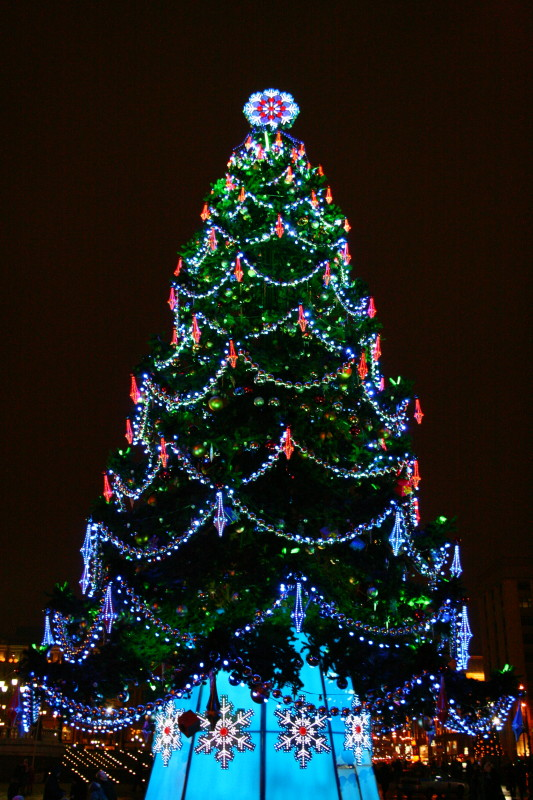
Novogodniaia iolka (arbre de cap d'any) a Moscou l'any 2007

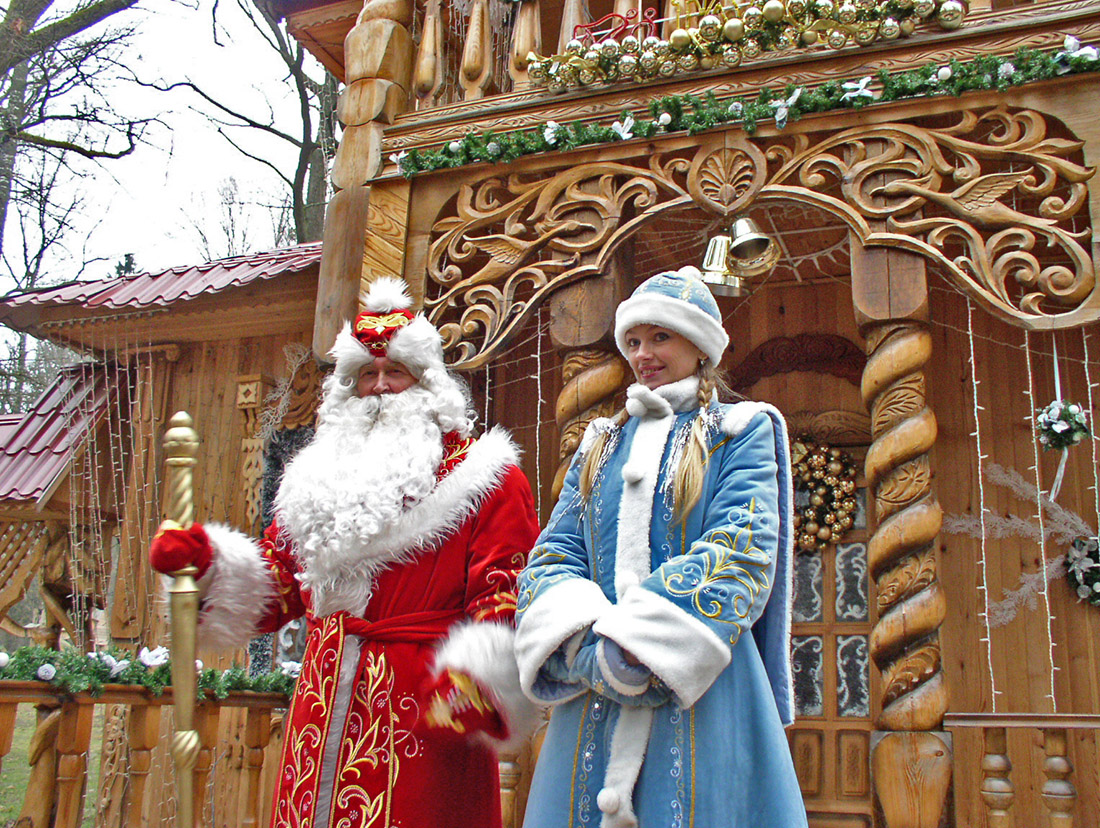
Ded Moroz i Snegúrotxka a Belarús

Novi God (rus: Новый Год) és l'expressió russa per a la festivitat de Cap d'any. Com en català, també pot designar la nit de cap d'any.
En tots els estats postsoviètics hi ha tradicions per a celebrar-ho com un dels dies més importants. Encara que es critica per part dels grups islamistes de l'Àsia central i els nacionalistes d'Ucraïna, continua sent popular a tota la regió.

## Rússia
L'arribada del nou any i l'inici de la celebració estan marcats per les 12 hores del rellotge del Kremlin (és a dir, a la mitjanit, hora de Moscou), precedida per la intervenció de Cap d'Any del president de Rússia i seguida de la interpretació de l'himne de la Federació Rússia.
Els russos solen agafar vacances la setmana entre Any Nou i Nadal (celebrat el 7 de gener, corresponent al dia de Nadal segons el calendari julià).

### Història
A partir de 1492, Rússia va designar el primer de desembre com a data d'inici del nou any. L'any 1699, un decret del tsar Pere I de Rússia va obligar l'adopció de l'era cristiana a partir de l'any següent. Segons aquest decret, els russos havien de decorar les seves cases amb un avet, tal com feien els alemanys, però els eslaus relacionaven l'avet amb els ritus funeraris i, per això, la gent va trigar molt a acceptar els nous costums.
La celebració del dia va rebre sanció oficial amb una carta al diari Pravda per part del funcionari de Kíev Pàvel Póstixev el 28 de desembre de 1935. Més tard, l'any 1947, es va acceptar com a festa; des del 1930 fins al 1947 va romandre com a dia laboral normal, però més tard es va convertir en un dia inhàbil. A principis dels anys 1990 amb la caiguda del règim soviètic, es va conservar com a única celebració pública no comunista acceptable.
Segons la tradició, Ded Moroz porta regals als nens per posar-los sota l'arbre o distribuir-los directament als nens en les representacions matinals de Cap d'Any, que se solen fer als palaus de la cultura o teatres, amb l'ajut de la seva neta Snegúrotxka (traduït generalment com "la donzella de les neus").

## En altres països
El Cap d'Any també és una festa important en altres països de l'antiga Unió Soviètica, marcada històricament pel Novogodni Ogonek (Llum de l'Any Nou), que era un programa de celebració per la televisió soviètica amb actuacions de cantants de pop i de grups de ball professionals. Segueix sent popular en molts països que formaven part de la desapareguda Unió Soviètica i en comunitats d'emigrants soviètics de tot el món.

### Israel
A Israel, la festa es coneix amb el nom rus "Novi God" (נובי גוד) i difereix de la nit de Cap d'Any, que es considera una celebració cristiana. Com que la celebració no és religiosa, la celebren molts jueus israelians que són immigrants russos de primera o segona generació.